# Фјодор Тјутчев
Фјодор Тјутчев (рус. Фёдор Иванович Тютчев; Овстуг, 5. децембар 1803 — Царско Село, 27. јул 1873), био је познат руски песник, дипломата.
Становао је у Минхену, Торину, познавао је Хајнеа, Шелинга. Тјутчев није био професионални књижевник и није узимао учешћа у књижевном процесу.
Тјутчев написао је приближно 400 песама. Његове ране песме засноване су на традицији руске поезије 18. века. 1830. Тјутчев потпао је под утицај европејског романтизма. Писао је филозофске песме о свемиру, природи и човеку. 1840. написао је неколико чланака о Русији и западној цивилизацији. 1850. Тјутчев је створио песме у којима љубав као трагедија је главна тема. Ове љубавне песме су обједињене у «Денисјевски» циклус: назив указује на љубавницу Тјутчева Елену Александровну Денисјеву. 1860. и 1870. Тјутчев је писао углавном политичке песме.
Његова најпознатија песма је Silentium!, стих из ове песме „изречена мисао је лаж“ један је од његових најпознатијих афоризама као и „Русија је умом несхватљива“ (рус. Умом Россию не понять).